# Birgit Schönau
Birgit Schönau (* 1966 in Hamm) ist eine deutsche Journalistin und Publizistin.

## Leben
Schönau besuchte das Aldegrever-Gymnasium in Soest. Anschließend studierte sie in Dortmund und Bochum Journalistik und Geschichte. Sie absolvierte ein Volontariat bei der Westdeutschen Allgemeinen Zeitung und arbeitete danach als Reporterin beim Westdeutschen Rundfunk (WDR). 1990 ging sie zum Abschluss ihres Studiums nach Rom und arbeitete im Korrespondentenbüro der dpa, später für die Süddeutsche Zeitung, den Tages-Anzeiger, Merian und andere. Von 2005 bis 2014 war Schönau Italien-Korrespondentin der Wochenzeitung Die Zeit, für die sie weiter als Autorin tätig ist.  Sie veröffentlichte mehrere Bücher zur italienischen Politik, zum Fußball und zur Geschichte Italiens. Sie ist Mitgründerin des PEN Berlin.

## Schriften (Auswahl)
- mit Eva Kallinger: Rom. Gräfe und Unzer, München 1999, ISBN 3-7742-0159-5.
- Der älteste Nabel der Welt. Entdeckungen in Neapel und Kampanien. Picus Verlag, Wien 2000, ISBN 3-85452-735-7.
- Calcio. Die Italiener und ihr Fußball. Kiepenheuer & Witsch, Köln 2005, ISBN 3-462-03640-8.
- Circus Italia. Aus dem Inneren der Unterhaltungsdemokratie. Berlin Verlag, Berlin 2011, ISBN 978-3-8270-0985-2.
- Gebrauchsanweisung für Rom. Neuausgabe, Piper, München u. a. 2016, ISBN 978-3-492-27677-1.
- La Fidanzata. Juventus, Turin und Italien. Berenberg Verlag, Berlin 2018, ISBN 978-3-946334-34-7.
- Neros Mütter. Julia und die Agrippinas, drei Frauenleben im Alten Rom. Berenberg Verlag, Berlin 2021, ISBN 978-3-946334-81-1.
- Die Geheimnisse des Tibers. Rom und sein ewiger Fluss. C.H. Beck, München 2023. ISBN 978-3-406-80837-1.